# Antonio Buccellati
Antonio Buccellati (* 22. Mai 1831 in Mailand; † 5. Februar 1890 ebenda) war ein italienischer Jurist und Literat.
Buccellati war zuerst Professor der klassischen Literatur am erzbischöflichen Seminar in Mailand, dann am dortigen Liceo Calchi-Taeggi. Seit 1860 war er Professor des kanonischen Rechts und seit 1865 des Strafrechts an der Universität Pavia. Er wurde 1888 Ehrenmitglied der Juristischen Gesellschaft zu Berlin. Seine zahlreichen Werke sind vor allem literaturgeschichtliche Monographien (insbesondere über Dante) und juristische Schriften. Daneben verfasste er den Roman L’Allucinato (3 Bde., 1876).

## Hauptwerke
- Sommi principii del diritto penale, Mailand 1865
- Del reato, 1866
- Il codice penale per l’esercito, 1870
- Pena militare, 1871
- Prigioni militari, 1872
- L’abolizione della pena di morte, 1872
- Manzoni ossia il progresso morale, civle e letterario, 2 Bde., 1873
- La lingua parlata di Firenze e la lingua letteraria in Italia, 1875
- La pena, Venedig 1875
- Le système cellulaire, 1876
- Il reato di bancarotta, 1876
- Le prigioni della Spagna, Rom 1876
- La scuola francese e la scuola italiana di diritto penale, 1877
- Relazione intorno agli studii della commissione pel riesame del progetto di codice penale italiano, 1878–79
- La libertà di stampa, Mailand 1880
- Il nihilismo e la ragione del diritto penale, 1882
- Progetto del codice penale libro I, Mailand 1887